# Calypso (sommergibile)
Il Calypso è stato un sommergibile appartenente alla Marine nationale, seconda unità della classe Circé. Conobbe un servizio regolare fino all'estate 1940, quando ebbe ordine di rimanere fermo a Biserta in conseguenza della disfatta francese. Nel dicembre 1942 passò alla Regia Marina dopo l'occupazione della Tunisia, che però non fu capace di riutilizzarlo: venne affondato da un bombardamento aereo il 31 gennaio 1943.